# Молодецька сільська рада
Молоде́цька сільська́ ра́да — колишня адміністративно-територіальна одиниця та орган місцевого самоврядування в Маньківському районі Черкаської області. Адміністративний центр — село Молодецьке.

## Загальні відомості
- Населення ради: 1 827 осіб (станом на 2001 рік)

## Населені пункти
Сільській раді були підпорядковані населені пункти:
- с. Молодецьке

## Склад ради
Рада складалась з 16 депутатів та голови.
- Голова ради: Вовк Володимир Миколайович
- Секретар ради: Пушкаренко Наталія Іванівна

### Керівний склад попередніх скликань
| Прізвище, ім'я, по батькові | Основні відомості                                                         | Дата обрання | Дата звільнення |
| --------------------------- | ------------------------------------------------------------------------- | ------------ | --------------- |
| Турченко Тетяна Пилипівна   | Сільський голова, 1954 року народження, член Народної партії              | 26.03.2006   | 31.10.2010      |
| Вовк Володимир Миколайович  | Сільський голова, 1965 року народження, освіта вища, член Народної партії | 31.10.2010   |                 |

Примітка: таблиця складена за даними сайту Верховної Ради України

### Депутати
За результатами місцевих виборів 2010 року депутатами ради стали:

#### За суб'єктами висування
| Суб'єкт висування                                       | Кількість обраних депутатів | %    |
| ------------------------------------------------------- | --------------------------- | ---- |
| Самовисування                                           | 9                           | 56,3 |
| Політична партія Всеукраїнське об'єднання «Батьківщина» | 4                           | 25   |
| Комуністична партія України                             | 2                           | 12,5 |
| Партія регіонів                                         | 1                           | 6,3  |

#### За округами
| № округу                                                | Прізвище, ім'я, по батькові    | Дата визнання обраним | Освіта  | Партійна приналежність                                        | Відомості про обраного депутата             |
| ------------------------------------------------------- | ------------------------------ | --------------------- | ------- | ------------------------------------------------------------- | ------------------------------------------- |
| Комуністична партія України                             |                                |                       |         |                                                               |                                             |
| 6                                                       | Липівський Микола Климович     | 01.11.2010            | вища    | член Комуністичної партії України                             | ВСП «Лани Маньківщини», різноробочий        |
| 13                                                      | Ганженко Михайло Дмитрович     | 01.11.2010            | середня | член Комуністичної партії України                             | Молодецька загальноосвітня школа, водій     |
| Партія регіонів                                         |                                |                       |         |                                                               |                                             |
| 10                                                      | Гучок Людмила Василівна        | 01.11.2010            | вища    | член Партії регіонів                                          | Молодецька загальноосвітня школа, вчитель   |
| Політична партія Всеукраїнське об'єднання «Батьківщина» |                                |                       |         |                                                               |                                             |
| 8                                                       | Палюга Людмила Іванівна        | 01.11.2010            | середня | член Всеукраїнського об'єднання «Батьківщина»                 | Молодецька загальноосвітня школа, медсестра |
| 9                                                       | Дробаха Ольга Василівна        | 01.11.2010            | середня | член Всеукраїнського об'єднання «Батьківщина»                 | Дошкільний навчальний заклад, завідувачка   |
| 11                                                      | Пушкаренко Наталія Іванівна    | 01.11.2010            | середня | позапартійна                                                  | Молодецька сільська рада, секретар          |
| 14                                                      | Нікітченко Петро Васильович    | 01.11.2010            | середня | член Всеукраїнського об'єднання «Батьківщина»                 | тимчасово не працює                         |
| Самовисування                                           |                                |                       |         |                                                               |                                             |
| 1                                                       | Ковальова Людмила Миколаївна   | 01.11.2010            | середня | позапартійна                                                  | Територіальний центр, соціальний працівник  |
| 2                                                       | Яремчук Надія Іванівна         | 01.11.2010            | середня | позапартійна                                                  | Старобабанівський гранкарєр, завсклад       |
| 3                                                       | Ковбаса Ольга Василівна        | 01.11.2010            | середня | позапартійна                                                  | домогосподарка                              |
| 4                                                       | Кожухівська Лариса Михайлівна  | 01.11.2010            | середня | позапартійна                                                  | домогосподарка                              |
| 5                                                       | Янковенко Оксана Олександрівна | 01.11.2010            | середня | член Народної партії                                          | домогосподарка                              |
| 7                                                       | Головатий Віталій Павлович     | 01.11.2010            | середня | позапартійний                                                 | приватний підприємець                       |
| 12                                                      | Шевченко Петро Степанович      | 01.11.2010            | вища    | позапартійний                                                 | Молодецька загальноосвітня школа, вчитель   |
| 15                                                      | Хоменко Микола Михайлович      | 01.11.2010            | середня | член Соціально-екологічної партії «Союз. Чорнобиль. Україна.» | Старобабанівський гранкар'єр, слюсар        |
| 16                                                      | Шевченко Віталій Іванович      | 01.11.2010            | середня | позапартійний                                                 | приватний підприємець                       |